# Pui Alt
El Pui Alt és una muntanya de 1.816 metres que es troba al municipi d'Espot, a la comarca catalana del Pallars Sobirà.